# Tour de Pologne 2014 – 5. etap
5. etap kolarskiego wyścigu Tour de Pologne 2014 odbył się 7 sierpnia. Start etapu miał miejsce przy ul.Józefa Piłsudskiego w Zakopanem, zaś meta w Szczyrbskim Jeziorze. Etap liczył 190 kilometrów.

## Premie
Na 5. etapie będą następujące premie:
| Rodzaj | Rodzaj            | Miejscowość         | Kilometry (od startu) | Kilometry (do mety) |
| ------ | ----------------- | ------------------- | --------------------- | ------------------- |
|        | Specjalna         | Suchá Hora          | 20,0 km               | 170,0 km            |
|        | Górska (II kat.)  | Huty                | 67,9 km               | 122,1 km            |
|        | Lotna             | Liptovský Mikuláš   | 92,1 km               | 97,9 km             |
|        | Lotna             | Liptovský Hrádok    | 102,2 km              | 87,7 km             |
|        | Górska (III kat.) | Východná            | 117,0 km              | 73,0 km             |
|        | Górska (I kat.)   | Szczyrbskie Jezioro | 137,7 km              | 52,3 km             |
|        | Górska (I kat.)   | Szczyrbskie Jezioro | 163,1 km              | 26,9 km             |
|        | Górska (I kat.)   | Szczyrbskie Jezioro | 188,5 km              | 1,5 km              |

### Wyniki
| Specjalna – Suchá Hora |              |        |        |
| Miejsce                | Zawodnik     | Zespół | Punkty |
| 1.                     | Paweł Bernas | POL    | 1      |

| Górska – Huty |                   |        |        |
| Miejsce       | Zawodnik          | Zespół | Punkty |
| 1.            | Maciej Paterski   | CCC    | 5      |
| 2.            | Jarosław Popowycz | TRE    | 3      |
| 3.            | Sebastian Lander  | BMC    | 2      |
| 4.            | Matteo Bono       | LAM    | 1      |

| Lotna – Liptovský Mikuláš |                  |        |        |
| Miejsce                   | Zawodnik         | Zespół | Punkty |
| 1.                        | Paweł Bernas     | POL    | 3      |
| 2.                        | Sebastian Lander | BMC    | 2      |
| 3.                        | Maciej Paterski  | CCC    | 1      |

| Lotna – Liptovský Hrádok |                 |        |        |
| Miejsce                  | Zawodnik        | Zespół | Punkty |
| 1.                       | Paweł Bernas    | POL    | 3      |
| 2.                       | Maciej Paterski | CCC    | 2      |
| 3.                       | Marco Haller    | KAT    | 1      |

| Górska – Východná |                  |        |        |
| Miejsce           | Zawodnik         | Zespół | Punkty |
| 1.                | Maciej Paterski  | CCC    | 3      |
| 2.                | Sebastian Lander | BMC    | 2      |
| 3.                | Marco Haller     | KAT    | 1      |

| Górska – Szczyrbskie Jezioro |                  |        |        |
| Miejsce                      | Zawodnik         | Zespół | Punkty |
| 1.                           | Maciej Paterski  | CCC    | 10     |
| 2.                           | Sebastian Lander | BMC    | 7      |
| 3.                           | Marco Haller     | KAT    | 5      |
| 4.                           | Jimmy Engoulvent | EUC    | 3      |
| 5.                           | Hugo Houle       | ALM    | 2      |

| Górska – Szczyrbskie Jezioro |                    |        |        |
| Miejsce                      | Zawodnik           | Zespół | Punkty |
| 1.                           | Christian Meier    | OGE    | 10     |
| 2.                           | Sebastián Henao    | SKY    | 7      |
| 3.                           | Warren Barguil     | GIA    | 5      |
| 4.                           | Joshua Edmondson   | SKY    | 3      |
| 5.                           | Przemysław Niemiec | LAM    | 2      |

| Górska – Szczyrbskie Jezioro |                   |        |        |
| Miejsce                      | Zawodnik          | Zespół | Punkty |
| 1.                           | Pieter Weening    | OGE    | 10     |
| 2.                           | Ryder Hesjedal    | GRS    | 7      |
| 3.                           | Siergiej Firsanow | RVL    | 5      |
| 4.                           | Rafał Majka       | TTS    | 3      |
| 5.                           | Ion Izagirre      | MOV    | 2      |

## Wyniki etapu
| Miejsce | Zawodnik             | Państwo           | Zespół                               | Czas       | Bon.  | Pkt. |
| ------- | -------------------- | ----------------- | ------------------------------------ | ---------- | ----- | ---- |
| 1.      | Rafał Majka          | Polska            | Tinkoff-Saxo                         | 4h 30' 38" | –10 s | 20   |
| 2.      | Beñat Intxausti      | Hiszpania         | Movistar Team                        | +0"        | –6 s  | 19   |
| 3.      | Ion Izagirre         | Hiszpania         | Movistar Team                        | +0"        | –4 s  | 18   |
| 4.      | Gianluca Brambilla   | Włochy            | Omega Pharma-Quick-Step Cycling Team | +0"        | —     | 17   |
| 5.      | Warren Barguil       | Francja           | Team Giant-Shimano                   | +0"        | —     | 16   |
| 6.      | Samuel Sánchez       | Hiszpania         | BMC Racing Team                      | +0"        | —     | 15   |
| 7.      | Davide Formolo       | Włochy            | Cannondale Pro Cycling               | +0"        | —     | 14   |
| 8.      | Lars Petter Nordhaug | Norwegia          | Belkin Pro Cycling Team              | +0"        | —     | 13   |
| 9.      | Andrey Amador        | Kostaryka         | Movistar Team                        | +0"        | —     | 12   |
| 10.     | Przemysław Niemiec   | Polska            | Lampre-Merida                        | +0"        | —     | 11   |
| 11.     | Siergiej Firsanow    | Rosja             | Team RusVelo                         | +0"        | —     | 10   |
| 12.     | Wout Poels           | Holandia          | Omega Pharma-Quick-Step Cycling Team | +0"        | —     | 9    |
| 13.     | Julián Arredondo     | Kolumbia          | Trek Factory Racing                  | +0"        | —     | 8    |
| 14.     | Pieter Weening       | Holandia          | Orica GreenEdge                      | +0"        | —     | 7    |
| 15.     | Gorka Izagirre       | Hiszpania         | Movistar Team                        | +0"        | —     | 6    |
| 16.     | Ryder Hesjedal       | Kanada            | Garmin-Sharp                         | +0"        | —     | 5    |
| 17.     | Peter Velits         | Słowacja          | BMC Racing Team                      | +0"        | —     | 4    |
| 18.     | Maxime Bouet         | Francja           | Ag2r-La Mondiale                     | +0"        | —     | 3    |
| 19.     | Giampaolo Caruso     | Włochy            | Team Katusha                         | +0"        | —     | 2    |
| 20.     | Marek Rutkiewicz     | Polska            | CCC Polsat Polkowice                 | +0"        | —     | 1    |
| 21.     | Christophe Riblon    | Francja           | Ag2r-La Mondiale                     | +0"        | —     | —    |
| 22.     | Robert Gesink        | Holandia          | Belkin Pro Cycling Team              | +0”        | —     | —    |
| 23.     | Larry Warbasse       | Stany Zjednoczone | BMC Racing Team                      | +9”        | —     | —    |
| 24.     | Maxime Monfort       | Belgia            | Lotto-Belisol                        | +9”        | —     | —    |
| 25.     | Mattia Cattaneo      | Włochy            | Lampre-Merida                        | +9”        | —     | —    |
| 26.     | Davide Rebellin      | Włochy            | CCC Polsat Polkowice                 | +12”       | —     | —    |
| 27.     | Georg Preidler       | Austria           | Team Giant-Shimano                   | +13”       | —     | —    |
| 28.     | Dario Cataldo        | Włochy            | Team Sky                             | +15”       | —     | —    |
| 29.     | Davide Villella      | Włochy            | Cannondale Pro Cycling               | +17”       | —     | —    |
| 30.     | Damiano Cunego       | Włochy            | Lampre-Merida                        | +17”       | —     | —    |

## Klasyfikacje po 5. etapie

### Klasyfikacja generalna
| Miejsce | Zawodnik           | Państwo   | Zespół                               | Czas        |
| ------- | ------------------ | --------- | ------------------------------------ | ----------- |
|         | Petr Vakoč         | Czechy    | Omega Pharma-Quick-Step Cycling Team | 25h 05' 28” |
| 2.      | Rafał Majka        | Polska    | Tinkoff-Saxo                         | +1”         |
| 3.      | Beñat Intxausti    | Hiszpania | Movistar Team                        | +5”         |
| 4.      | Ion Izagirre       | Hiszpania | Movistar Team                        | +7”         |
| 5.      | Davide Formolo     | Włochy    | Cannondale Pro Cycling               | +11”        |
| 6.      | Giampaolo Caruso   | Włochy    | Team Katusha                         | +11”        |
| 7.      | Marek Rutkiewicz   | Polska    | CCC Polsat Polkowice                 | +11”        |
| 8.      | Peter Velits       | Słowacja  | BMC Racing Team                      | +11”        |
| 9.      | Andrey Amador      | Kostaryka | Movistar Team                        | +11”        |
| 10.     | Robert Gesink      | Holandia  | Belkin Pro Cycling Team              | +11”        |
| 11.     | Pieter Weening     | Holandia  | Orica GreenEdge                      | +11”        |
| 12.     | Warren Barguil     | Francja   | Team Giant-Shimano                   | +11”        |
| 13.     | Samuel Sánchez     | Hiszpania | BMC Racing Team                      | +11”        |
| 14.     | Gianluca Brambilla | Włochy    | Omega Pharma-Quick-Step Cycling Team | +11”        |
| 15.     | Przemysław Niemiec | Polska    | Lampre-Merida                        | +11”        |
| 16.     | Christophe Riblon  | Francja   | Ag2r-La Mondiale                     | +11”        |
| 17.     | Siergiej Firsanow  | Rosja     | Team RusVelo                         | +11”        |
| 18.     | Ryder Hesjedal     | Kanada    | Garmin-Sharp                         | +11”        |
| 19.     | Maxime Bouet       | Francja   | Ag2r-La Mondiale                     | +11”        |
| 20.     | Maxime Monfort     | Belgia    | Lotto-Belisol                        | +20”        |

### Klasyfikacja punktowa
| Miejsce | Zawodnik             | Państwo   | Zespół                               | Punkty  |
| ------- | -------------------- | --------- | ------------------------------------ | ------- |
|         | Jauhienij Hutarowicz | Białoruś  | Ag2r-La Mondiale                     | 66 pkt. |
| 2.      | Michael Matthews     | Australia | Orica GreenEdge                      | 47 pkt. |
| 3.      | Nikolas Maes         | Belgia    | Omega Pharma-Quick-Step Cycling Team | 42 pkt. |
| 4.      | Boris Vallée         | Belgia    | Lotto-Belisol                        | 38 pkt. |
| 5.      | Sacha Modolo         | Włochy    | Lampre-Merida                        | 34 pkt. |
| 6.      | Jonas Van Genechten  | Belgia    | Lotto-Belisol                        | 33 pkt. |
| 7.      | Theo Bos             | Holandia  | Belkin Pro Cycling Team              | 31 pkt. |
| 8.      | Davide Formolo       | Włochy    | Cannondale Pro Cycling               | 30 pkt. |
| 9.      | Guillaume Boivin     | Kanada    | Cannondale Pro Cycling               | 30 pkt. |
| 10.     | Marco Haller         | Austria   | Team Katusha                         | 30 pkt. |

### Klasyfikacja górska
| Miejsce | Zawodnik         | Państwo         | Zespół               | Punkty  |
| ------- | ---------------- | --------------- | -------------------- | ------- |
|         | Maciej Paterski  | Polska          | CCC Polsat Polkowice | 21 pkt. |
| 2.      | Sebastian Lander | Dania           | BMC Racing Team      | 11 pkt. |
| 3.      | Pieter Weening   | Holandia        | Orica GreenEdge      | 10 pkt. |
| 4.      | Christian Meier  | Kanada          | Orica GreenEdge      | 10 pkt. |
| 5.      | Mateusz Taciak   | Polska          | CCC Polsat Polkowice | 9 pkt.  |
| 6.      | Ryder Hesjedal   | Kanada          | Garmin-Sharp         | 7 pkt.  |
| 7.      | Sebastián Henao  | Kolumbia        | Team Sky             | 7 pkt.  |
| 8.      | Joshua Edmondson | Wielka Brytania | Team Sky             | 7 pkt.  |
| 9.      | Mateusz Taciak   | Polska          | CCC Polsat Polkowice | 6 pkt.  |
| 10.     | Marco Haller     | Austria         | Team Katusha         | 5 pkt.  |

### Klasyfikacja najaktywniejszych
| Miejsce | Zawodnik            | Państwo         | Zespół                               | Punkty  |
| ------- | ------------------- | --------------- | ------------------------------------ | ------- |
|         | Matthias Krizek     | Austria         | Cannondale Pro Cycling               | 11 pkt. |
| 2.      | Petr Vakoč          | Czechy          | Omega Pharma-Quick-Step Cycling Team | 6 pkt.  |
| 3.      | Paweł Bernas        | Polska          | Reprezentacja Polski                 | 6 pkt.  |
| 4.      | Mateusz Taciak      | Polska          | CCC Polsat Polkowice                 | 6 pkt.  |
| 5.      | Maciej Paterski     | Polska          | CCC Polsat Polkowice                 | 5 pkt.  |
| 6.      | Jimmy Engoulvent    | Francja         | Team Europcar                        | 4 pkt.  |
| 7.      | Kamil Gradek        | Polska          | Reprezentacja Polski                 | 4 pkt.  |
| 8.      | Bartłomiej Matysiak | Polska          | CCC Polsat Polkowice                 | 4 pkt.  |
| 9.      | Björn Thurau        | Niemcy          | Team Europcar                        | 3 pkt.  |
| 10.     | Joshua Edmondson    | Wielka Brytania | Team Sky                             | 3 pkt.  |

### Klasyfikacja drużynowa
| Miejsce | Zespół                               | Państwo           | Czas        |
| ------- | ------------------------------------ | ----------------- | ----------- |
| 1.      | Movistar Team                        | Hiszpania         | 75h 16' 57” |
| 2.      | Omega Pharma-Quick-Step Cycling Team | Belgia            | +5”         |
| 3.      | BMC Racing Team                      | Stany Zjednoczone | +9”         |
| 4.      | Lampre-Merida                        | Włochy            | +26”        |
| 5.      | Team Giant-Shimano                   | Holandia          | +39”        |
| 6.      | CCC Polsat Polkowice                 | Polska            | +50”        |
| 7.      | Ag2r-La Mondiale                     | Francja           | +54”        |
| 8.      | Cannondale Pro Cycling               | Włochy            | +55”        |
| 9.      | RusVelo                              | Rosja             | +1' 11”     |
| 10.     | Team Sky                             | Wielka Brytania   | +2' 07”     |